# Fáblovka
Fáblovka je místní část města Pardubic, součástí městského obvodu Pardubice II. Východní hranici tvoří silnice druhé třídy II/324, dále Fáblovka sousedí s Cihelnou na jihovýchodě, Polabinami na jihozápadě, Trnovou na západě, Ohrazenicemi na severozápadě a s obcí Staré Hradiště na severovýchodě. Převážné území zaujímají pole, dále se zde nachází obchodní zóny a průmyslová zóna ve severní části se stejným názvem. V jižní části se nachází Střední průmyslová škola chemická Pardubice a Střední odborné učiliště plynárenské Pardubice. Fáblovku se dělí na tři základní sídelní jednotky: Fáblovka-sever, Fáblovka-východ, Fáblovka-západ.
Středem této části vede budoucí severovýchodní obchvat Pardubic.

## Etymologie
Jméno vzniklo z názvu bývalé hospody stojící u silnice na Hradec Králové Na Fáblovce, jejíž jméno vzniklo zkomolením jména majitele, inženýra Pábla.

## Historie
Od začátku 19. století stála u bývalé hospody továrna na konzervování bratrů Nováku, ta však po druhé světové válce zanikla.
Fáblovka byla dříve součástí Starého Hradiště, byla ale ve 20. století připojena k Pardubicím v rámci přípravy stavby sídliště Polabiny. Polabiny měly pokrýt celou oblast dnešní Fáblovky, to se však ale nestalo a postavila se zde průmyslová zóna. V jižní části Fáblovky bylo plánováno i sídliště Antonína Zápotockého, od tohoto záměru bylo ale upuštěno.